# Perlaki Róbert
Perlaki Róbert (Budapest, 1944. június 8. –) magyar szcenikus, díszlettervező, egyetemi tanár, a Veszprémi Petőfi Színház alapító és örökös tagja.

## Életpályája
Perlaki László és Bóta Katalin gyermekeként született. Székesfehérváron a Híradásipari Technikumban érettségizett 1967-ben. A Színház- és Filmművészeti Főiskolán, világítástechnikai szakon 1975-ben diplomázott. 1961-től világosítóként, 1965-től fővilágosítóként, 1972-től műszaki vezetőként, 1976-tól  műszaki-szcenikai vezetőként, 1986-tól szcenikai vezetőként dolgozott a Veszprémi Petőfi Színházban. 1980-tól volt díszlettervezője a színháznak, Vogel Eric és Fehér Miklós voltak a tanária. 
A magyarországi Optikai-akusztikai Film és Színháztechnika Tudományos Egyesület Színháztechnikai Szakosztályának 1976-tól tagja, 1986-tól vezetőség tagja, 1994-tól elnöke. Tagja a Díszlet- és látványtervezők Egyesületének is. Részt vett az 1963-as Balatoni vízi-színpad, a  veszprémi Latinovits Játékszín létrehozásában és a Petőfi Színház rekonstrukciójának műszaki ellenőre volt, a színház részéről. A Nemzeti Színház 29-es (1997) és 59-es (1997) tervpályázatában szakági tervezőként vett részt. 
Egyetemi tanár a Színház- és Filmművészeti Egyetemen (szcenikai-díszletgyártás) és a veszprémi Pannon Egyetem Színháztudományi Tanszékén (szcenika).
Meghívott vendégként, díszlettervezőként és szcenikai tanácsadóként dolgozott Budapesten a Pesti Színházban, a Várszínházban, a Győri Nemzeti Színházban, a székesfehérvári Vörösmarty Színházban és a Soproni Petőfi Színházban, a Miskolci Nemzeti Színházban és a Sepsiszentgyörgyi Tamási Áron Színházban.
Házastársa: Lengyel Ilona, rendezőasszisztens. Két gyermekük született Róbert és Rita.

## Díszletterveiből
- Anton Pavlovics Csehov: Sirály
- Ray Cooney: Páratlan páros
- Móricz Zsigmond: Rokonok
- Madách Imre: Az ember tragédiája
- Szép Ernő: Lila ákác
- Dés László – Geszti Péter: A dzsungel könyve
- Illyés Gyula: Dupla vagy semmi
- Szakonyi Károly: Adáshiba
- Agatha Christie: Tíz kicsi néger
- Lehár Ferenc: A víg özvegy
- Zerkovitz Béla: Csókos asszony
- Eisemann Mihály: Tokaji aszú
- Sarkadi Imre – Ivánka Csaba – Szörényi Levente – Bródy János: Kőműves Kelemen
- Vándorfi László: Paraszt dekameron
- Benedek Elek: A rózsátnevető királykisasszony
- Békeffi István: A régi nyár
- Reginald Rose: Tizenkét dühös ember
- Patrick Hamilton: Gázláng
- Jerry Bock: Hegedűs a háztetőn
- Dale Wasserman: Kakukkfészek
- John Kander – Fred Ebb: Chicago
- Vajda Katalin: Anconai szerelmesek
- Gyurkovics Tibor: Nagyvizit

## Díjai, elismerései
- Kiváló dolgozó (1966, 1968, 1970)
- Veszprém megyéért érdemérem (1972, 1975)
- Veszprém városért érdemérem (1977)
- Szocialista kultúráért (1988)
- Magyar Arany Érdemkereszt (2012)
- Életműdíj (2018)